# Peter J. Kairo
Peter J. Kairo (Londiani, Nakuru, Quênia, 24 de maio de 1941) é um ministro queniano e arcebispo católico romano emérito de Nyeri.
Peter J. Cairo foi ordenado sacerdote em 1º de novembro de 1970.
Em 17 de março de 1983 foi nomeado pelo Papa João Paulo II como o primeiro bispo da Diocese de Muranga, que foi criada na mesma data. Foi ordenado bispo pelo Arcebispo de Nairobi, Raphael S. Ndingi Mwana a'Nzeki, em 21 de maio de 1983; Co-consagradores foram o Bispo de Nyeri, César Gatimu, e o Bispo de Meru, Silas Silvius Njiru. Em 21 de abril de 1997 foi nomeado Bispo de Nakuru.
Papa Bento XVI nomeou-o Arcebispo de Nyeri em 19 de abril de 2008. A posse ocorreu em 14 de junho do mesmo ano. Foi presidente da Comissão de Justiça e Paz da Conferência dos Bispos do Quênia.
Em 23 de abril de 2017, o Papa Francisco aceitou sua aposentadoria por motivos de idade.